# Emiratul Sharjah
Emiratul Sharjah este unul din cele șapte emirate din componența Emiratelor Arabe Unite. Are o suprafață de 2.590 km² și o populație de peste 800.000 (2008).
Emiratul Sharjah este unicul emirat care se află așezat atât la Golful Persic (în vest) cât și la Golful Oman (în est). Conducătorul statului este Sheikh Dr. Sultan bin Mohammed Al-Qasimi, membru al Consiliului Suprem al Emiratelor Arabe Unite. Conducerea statului se face pe baza unor legi foarte severe, de exemplu sunt interzise vânzarea, posesia și consumul de băuturi alcoolice.